# Tarantói Lajos nápolyi király
Tarantói Lajos (1320/25 – Nápoly, 1362. május 25.), olaszul: Luigi di Taranto, franciául: Louis de Tarente, occitánul: Loís de Tarent, katalánul: Lluís I de Tàrent. Szicília (Nápoly) iure uxoris királya, Provence és Forcalquier grófja. A Capeting-dinasztia Anjou-ágának tarantói oldalágából származik.

## Élete
I. Fülöp tarantói herceg és II. Katalin címzetes konstantinápolyi latin császárnő középső fia.
1346. június 20-án kötött házasságot I. Johanna nápolyi királynővel. A házasságból két lány, Katalin (1348–1349) és Franciska (1351–1352) született, de mindketten csecsemőkorban meghaltak. Johannát 1352. május 23-án Rómában férjével együtt királlyá koronázták. Rossz előjel volt, hogy férjének, Tarantói Lajosnak a szertartás közben a fejéről leesett a korona. Ekkor halt meg a házaspár második kislánya, Franciska hercegnő.
Tarantói Lajos király 1362. május 25-én halt meg.

## Gyermekei
- Feleségétől, I. Johanna (1326–1382) nápolyi királynőtől, 2 leány:
  - Katalin (Avignon, 1348. június – 1349. június 8.) nápolyi királyi hercegnő és trónörökös
  - Franciska (1351. október – Nápoly, 1352. június 2.) nápolyi királyi hercegnő és trónörökös
- Ismeretlen nevű ágyasától (ágyasaitól), 2 leány:
  - Esclarmunda, férje I. (Capuai) Lajos (–1397), Altavilla grófja, 1 fiú:
    - I. András (1374/78–1425), Altavilla grófja, felesége Chiaromontei Konstancia (1375/76–1423 körül) nápolyi királyné, I. László nápolyi király első, elvált felesége, 2 gyermek

  - Klemencia (Konstancia), férje I. János, Amendolea ura, 2 leány, többek között:[3]
    - Margit (1383 után–1439 után), apja örököse Amendolea úrnőjeként, férje Rajmund (?–1412), Rutino és Pozzomagno bárója. Molfetta, Giovinazzo, Caprarica és Tiggiano ura, az Anjou Hercegség főkapitánya, királyi tanácsos, 1 fiú